# Lucas Hangula
Lucas Petrus „Fogo“ Hangula (* 16. Mai 1952 in der heutigen Region Ohangwena, Südwestafrika; † 21. Juni 2021 in Windhoek) war ein namibischer Beamter und Freiheitskämpfer. 

## Lebensweg
Hangula war eine wichtige Persönlichkeit im namibischen Befreiungskampf und Mitglied der People’s Liberation Army of Namibia (PLAN). Er war vor allem 1975 und 1976 aktiv im Kampf. Als Personalchef der PLAN war Hangula in Lubango in Angola stationiert, wo er auch Mitglied des Militärrates wurde.
Nach der Unabhängigkeit besetzte Hangula diverse hochrangige Positionen im Innenministerium. 
Von 1995 bis 2005 war er als Generalleutnant Generalinspekteur der namibischen Polizei und damit ranghöchster Polizist der Namibian Police Force (NamPol). Von 2005 bis 2015 war er Generaldirektor des Namibia Central Intelligence Service, des namibischen Geheimdienstes. Anschließend nahm er diese Position in einer ungeklärten Doppelspitze und/oder die des Sonderberates des NCIS ein.
Hangula starb 2021 während der COVID-19-Pandemie in Namibia an den Folgen einer COVID-19-Erkrankung. Er wurde am 6. Juli 2021 im Rahmen eines Staatsbegräbnisses beigesetzt.
Hangula hinterlässt seine Frau Hilde Hangula und vier Kinder.

## Ehrungen
Hangula wurde der Heldenstatus verliehen. Er war zudem Träger des Most Excellent Order of the Eagle, Erster Klasse.